# Agentes de la edificación (España)
Son agentes de la edificación todas las personas, físicas o jurídicas, que intervienen en el proceso de la edificación. Sus obligaciones vendrán determinadas por lo dispuesto en la Ley 38/1999, de 5 de noviembre, de Ordenación de la Edificación y demás disposiciones que sean de aplicación y por el contrato que origina su intervención.
La ley define 8 agentes, cada uno con sus obligaciones y responsabilidades:
- Promotor: decide, impulsa, programa y financia la obra.
- Proyectista: realiza los documentos de proyecto.
- Constructor: asume el compromiso de ejecutar la obra.
- Director de obra: Dirige el desarrollo de la obra.
- Director de ejecución de obra: Dirige la ejecución material de la obra. Junto con el DO conforma la dirección facultativa de la obra.
- Entidades y laboratorios de control de calidad
- Suministrador de productos
- Propietario/Usuario
- Datos: Q5659848